# Letitia Wright
Letitia Michelle Wright (Georgetown, 31 oktober 1993) is een Brits actrice.

## Biografie

### Jeugd
Wright werd in 1993 geboren in Georgetown, Guyana. Op zevenjarige leeftijd verhuisde Wright met haar familie naar Londen en ging daar naar school.

### Carrière
Wrights interesse voor acteren kwam er nadat ze Keke Palmer zag acteren in Akeelah and the Bee. Wright begon bij het amateurtoneel te spelen en op 12- of 13-jarige leeftijd speelde ze de rol van Rosa Parks. Op 16-jarige leeftijd begon ze e-mails te zenden naar zowat elke bekende boekingsagent in Engeland. Wright schreef zich in bij de Identity School of Acting in Londen. In 2011 speelde ze haar eerste kleine rollen in televisieseries en films. Wright werd in 2012 opgemerkt na haar rol in My Brother the Devil en door Screen International op de lijst gezet van "Britse toekomstige steracteurs van 2012". en door de British Academy of Film and Television Arts in 2015 bij de 18 nieuwkomers geplaatst in de lijst van de BAFTA and Burberry Reveal 2015 Breakthrough Brits. Wright brak in 2018 internationaal door met haar rol van Shuri in Black Panther en Avengers: Infinity War.

### Privéleven
Over haar worsteling met een depressie op 20-jarige leeftijd vertelde ze begin 2018 aan Vanity Fair: "Ik was in het donker en ging doorheen zoveel slechte dingen toen de wereld nog niets wist over Shuri en Letitia en alles wat er nu gebeurt." Wright nam een acteerpauze tot 2015 nadat ze het christendom ontdekte tijdens een Bijbelstudie van Londense acteurs. Op de Britse talkshow This Morning, legde ze uit: "Ik moest even stoppen met acteren, omdat ik het echt verafgoodde. Dus ik nam er afstand af en ik ging op reis om mijn relatie met God te ontdekken en ik werd een christen".

## Filmografie

### Films
- 2022: Black Panther: Wakanda Forever - Shuri / Black Panther
- 2021: Sing 2 - Nooshy (stem)
- 2019: Avengers: Endgame - Shuri
- 2018: Avengers: Infinity War - Shuri
- 2018: Ready Player One - Reb
- 2018: Black Panther - Shuri
- 2018: The Commuter - Jules Skateboarder
- 2015: Urban Hymn - Jamie Harrison
- 2012: My Brother the Devil - Aisha
- 2011: Victim - Nyla

### Televisie
- 2017: Black Mirror - Nish
- 2016: Humans - Renie
- 2015: Doctor Who - Anahson
- 2015: Cucumber -Vivienne Scott
- 2015: Banana - Vivienne Scott
- 2014: Chasing Shadows - Taylor Davis
- 2014: Glasgow Girls (tv-film) - Amal
- 2013: Coming Up - Hannah
- 2011: Top Boy - Chantelle
- 2011: Random (tv-film)
- 2011: Holby City - Ellie Maynard